# Hermine Kembo Takam Gatsing
Hermine Kembo Takam Gatsing est une juriste et  essayiste camerounaise. Elle est auteur de deux ouvrages et  lauréate du Grand prix de la recherche aux GPAL en 2014.

## Biographie
Hermine Kembo Takam Gatsing est titulaire  d'un Master en Droit international et européen des droits fondamentaux de l'Université de Nantes. Elle obtient aussi un  diplôme d'université en Droit international de l'environnement à l'Université de Limoges et  un  Diplôme d'Études Approfondies en Droit des affaires et de l'entreprise à l'Université de Dschang.
Elle travaille en tant que juriste au Ministère de la Justice du Cameroun. Par ailleurs, elle a été auditrice du Cours d'été de l'Académie de droit international de La Haye, à la Session de Droit international public.
En 2014, elle est lauréate  du Grand prix de la recherche aux GPAL, avec son livre, Le Système africain de promotion et de protection des droits de l'homme.

## Œuvres
- Le Système africain de promotion et de protection des droits de l'homme, Paris, Yaoundé, L'Harmattan, 2014, 196 p. (ISBN 978-2343-02243-7, OCLC 878066081)  — co-auteur : Lucy Asuagbor
- Les droits de l'homme au cœur de la procédure pénale camerounaise : entre volonté humaniste et tentations régressives, Bruxelles, Bruylant, 2016, 588 p. (ISBN 978-28027-5163-2, OCLC 949996474)  — co-auteurs : Michel Mahouvè et Régis de Gouttes .